# Lytchett Minster
Lytchett Minster est un village anglais situé dans le Dorset.